# Invaginación
En biología la invaginación es la formación de una bolsa o pliegue en una membrana, hoja blastodérmica o capa de tejido que se dirige hacia el interior. En patología, introducción anormal de una porción del intestino en la que le precede o sigue, para reponer el intestino en su ubicación normal suele utilizarse una intervención quirúrgica, aunque también es posible revertir la invaginación con otros métodos, como el insuflado de aire por el orificio anal. En medicina, operación quirúrgica que consiste en introducir uno en otro los dos extremos del intestino dividido, con objeto de restablecer la continuidad del tubo intestinal. También hace referencia a la teoría de la invaginacion de James D. Robertson 

## Embriología
En embriología la invaginación es uno de los tipos de movimiento involucrado en la gastrulación; se caracteriza por un plegamiento de una región de células de la pared de la blástula hacia el interior del embrión. Este movimiento puede dar como resultado la formación del ectodermo, endodermo y/o arquenterón en el desarrollo de diferentes organismos como erizos de mar, tunicados, Drosophila, anfibios, etc.

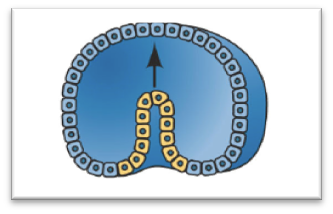
Invaginación Blástula. Azul: ectodermo; amarillo: endodermo.

### Invaginación primaria
Es la invaginación causada por cambios en la forma celular de la región del blastocele formando una región invaginada que se denomina arquenterón (intestino primitivo) y la apertura de este es denominada blastoporo.

### Invaginación secundaria y terciaria
Luego de una pausa después de la invaginación inicial, se da la segunda fase de la formación del arquenterón, donde este se extiende a partir de un movimiento convergente. Este proceso continúa con la división celular por lo que se forman más células endodérmicas y mesenquimáticas a medida que el arquenterón se extiende.